# Paroxacis lucana
Paroxacis lucana är en skalbaggsart som först beskrevs av Leconte 1866.  Paroxacis lucana ingår i släktet Paroxacis och familjen blombaggar. Inga underarter finns listade i Catalogue of Life.